# Russen (volk)
De Russen (Russisch: русские, roesskië) zijn een Oost-Slavische etnische groep, die vooral leeft in Rusland (116 miljoen) en de Russische buurlanden: Oekraïne (8,3 miljoen), Kazachstan (4,5 miljoen), Wit-Rusland (1,1 miljoen) en de Baltische staten (> 1 miljoen).
Het exacte oorsprongsgebied van de Slavische volkeren is betwist, maar wordt in het algemeen gesitueerd tussen de Pripyetmoerassen en de oostelijke Karpaten.
Na de Grote Volksverhuizing trokken de Oost-Slaven geleidelijk naar het oosten en noorden. Hierbij vermengden zij zich met andere volken, met name Baltische, Fins-Oegrische en Turkse. Ook de Mongolen trokken onder leiding van Dzjengis Khan door het woongebied van de Oost-Slaven.
Na het uiteenvallen van het Mongoolse Rijk kwamen de verschillende Russische vorstendommen geleidelijk onder de heerschappij van Moskou. Onder leiding van de tsaren groeide het Russische Rijk snel. Na de verovering van Kazan in 1552 lag de weg naar Siberië open. Veel Russen uit Europa trokken naar gebieden met vruchtbare grond in de 'gulden driehoek' (de Euraziatische steppe). De oorspronkelijke Oeraalse en Turkse nomaden die in deze steppen leefden, werden verder Centraal- en Noord-Azië ingedreven of moesten als horigen op de nieuwe Russische boerderijen werken.
De overgrote meerderheid van de etnische Russen leeft tegenwoordig in de vruchtbare laagvlakte van Europees Rusland, in de steden langs de Trans-Siberische spoorlijn en in het Russische Verre Oosten. Steeds meer Russen trekken echter weg uit deze gebieden om hun heil te zoeken in de grote steden van het welvarender Europese Rusland. Door de Russische diaspora zijn er tegenwoordig ook veel Russen in de Verenigde Staten (750.000) en West-Europa (± 500.000). Het aantal Russen over de hele wereld anno 2005 werd geschat op circa 137 miljoen mensen. Het is de grootste bevolkingsgroep van Europa, hoewel het aantal Russen geleidelijk afneemt door het lage geboortecijfer en relatief hoge sterftecijfer. De Russische regering probeert door een actieve geboortepolitiek hier iets aan te doen. In Nederland wonen naar schatting 30.000 mensen met een Russische achtergrond.
De taal van de Russen is het Russisch. De meeste Russen zijn Russisch-orthodox of atheïst, een klein aantal behoort tot de oudgelovigen.
Abazijnen ·
Abchaziërs ·
Achvachen ·
Adygeeërs ·
Aino ·
Aleoeten ·
Aljoetoren ·
Altaj (Oirot) ·
Andi ·
Armeniërs ·
Avaren ·
Azerbeidzjanen·
Balkaren ·
Baraba ·
Basjkieren ·
Bergjoden ·
Boerjaten ·
Chakassen ·
Chanten ·
Chinezen ·
Dargienen ·
Dolganen ·
Enetsen ·
Evenen ·
Evenken ·
Georgiërs ·
Grieken ·
Ingoesjen ·
Ingriërs ·
Itelmenen ·
Jakoeten ·
Joden ·
Joekagieren ·
Joepiken ·
Kabardijnen ·
Kalmukken ·
Kamtsjadalen ·
Karatsjajers ·
Kareliërs ·
Kazachen ·
Kereken ·
Ketten ·
Komi ·
Koreanen ·
Korjaken ·
Korjo-saram ·
Krim-Tataren ·
Lezgiërs ·
Mansen ·
Mari (Tsjeremissen) ·
Meschetische Turken ·
Mordwienen ·
Nanai ·
Negidalen ·
Nenetsen (Joeraken) ·
Nganasanen ·
Nivchen (Giljaken) ·
Nogai ·
Oedegen ·
Oedmoerten ·
Oekraïners ·
Oeltsjen ·
Oezbeken ·
Oroken ·
Orotsjen ·
Osseten ·
Polen ·
Pomoren ·
Rusland-Duitsers (inclusief Wolga-Duitsers) ·
Russen ·
Samen (Lappen) ·
Selkoepen ·
Sjoren ·
Sojoten ·
Tabassaranen ·
Perzen (Tadzjieken) ·
Taten ·
Teleoeten ·
Tofalaren ·
Tsachoeriërs (Caxur) ·
Tsjerkessen ·
Tsjetsjenen (Noxchi) ·
Tsjoektsjen ·
Tsjoelymen ·
Tsjoevanen ·
Tsjoevasjen ·
Turkmenen ·
Toevanen ·
Wepsen ·
Belarussen (Wit-Russen) ·
Wolga-Tataren ·
Woten
Achang · Akha · Bai · Baima · Blang (Bulong) · Bonan · Buyi · Dai · Daur · De'ang · Dong · Dongxiang · Drung · Evenken · Gaoshan (Taiwanese aboriginals) · Gelao · Gin (Vietnamezen) · Han · Hani · Hlai (Li) · Hui · Jingpo · Jino · Kazachen · Kirgiezen · Koreanen · Lahu · Lhoba · Lisu · Mantsjoes · Maonan · Miao (Hmong) · Mongolen · Monpa (Menba) · Mulam (Mulao) · Nanai (Hezhe) · Naxi · Nu · Oeigoeren · Oezbeken · Oroqen · Pumi · Qiang · Russen · Salar · She · Sui · Tadzjieken · Tataren · Tibetanen (Zang) · Tu · Tujia · Wa (Va) · Yao · Yi · Yugur · Xibe · Zhuang